# Howardena Pindell

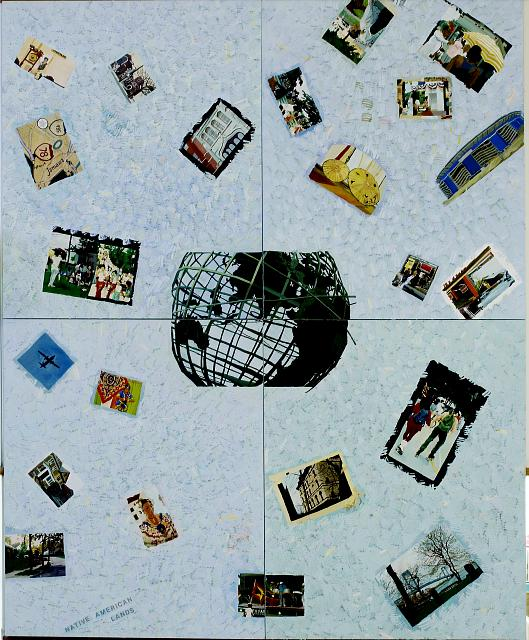
Queens, Festival door Howardena Pindell, 2007

Howardena Pindell (14 april 1943) is een Amerikaanse kunstenaar, curator en docent.
Pindell staat bekend als schilder en mixed media-kunstenaar. In haar werk onderzoekt ze textuur, kleur, structuren en het maakproces van kunst; haar werk is vaak politiek en behandelt op intersectionele wijze onderwerpen als racisme, feminisme, geweld, slavernij en uitbuiting. Ze staat bekend om haar grote verscheidenheid aan technieken en materialen die in haar kunstwerken worden gebruikt; ze maakt onder ander abstracte schilderijen, collages, video drawings en 'proceskunst'.
- Gemeinsame Normdatei: 1029201382
- International Standard Name Identifier: 0000 0000 7891 7493
- KulturNav: cd2f5413-f40a-4cb2-953d-d8d3443ea30c
- Library of Congress Control Number: n85386780
- Nationale Bibliotheek van Israël: 987007461696605171
- Nederlandse Thesaurus van Auteursnamen: 074426869
- PIC: 27938
- Réseau des bibliothèques de Suisse occidentale: 02-A023467921
- RKD-Nederlands Instituut voor Kunstgeschiedenis: 322070
- SNAC: w6b00gs1
- Système universitaire de documentation: 158703111
- Union List of Artist Names: 500020606
- Virtual International Authority File: 95807884
- WorldCat: E39PBJwRTmkTbBjCC7bXG8hfv3